# Укр-Нива-Бразил
Футбольний клуб «Укр-Нива-Бразил» — український аматорський футбольний клуб з Березанки Миколаївської області, заснований у 2002 році. Виступає у Чемпіонаті та Кубку Миколаївської області. Домашні матчі приймає на стадіоні «Фортуна»
Заснований у 2002 році як «Укрнива». У 2016 році перейменований на «Укрнива-Бразил», у 2018 році — «Укр-Нива-Бразил».Повернено до назви «Укр-нива.

## Досягнення
- Чемпіонат Миколаївської області
  - Бронзовий призер: 2018.